# Copa América de Fútbol Playa 2025
La Copa América de Fútbol Playa de 2025 fue la V edición de este torneo de selecciones nacionales absolutas pertenecientes a la Confederación Sudamericana de Fútbol. Se celebró en la ciudad de Iquique, Chile entre el 22 de febrero y el 2 de marzo.
El torneo sirvió, también, como clasificatoria a la Copa Mundial de Fútbol Playa FIFA 2025 a disputarse en Seychelles. Los tres cupos se otorgaron a los tres primeros lugares del torneo.

## Equipos participantes
Participan en la competición las 10 selecciones pertenecientes a la Conmebol.
| Equipos participantes | Equipos participantes | Equipos participantes | Equipos participantes | Equipos participantes |
| --------------------- | --------------------- | --------------------- | --------------------- | --------------------- |
| Argentina             | Bolivia               | Chile                 | Paraguay              | Uruguay               |
| Brasil                | Colombia              | Ecuador               | Perú                  | Venezuela             |

## Sorteo
Se realizó el 11 de noviembre de 2024, en la sede de Conmebol, en Luque, Paraguay. Las 10 selecciones fueron sorteadas en dos grupos de cinco selecciones. Previamente, las selecciones de Chile y Brasil fueron asignadas automáticamente al grupo A, como país anfitrión, y al grupo B, como campeón de la pasada edición, respectivamente. Los restantes bombos se asignaron según las posiciones del último torneo.
| Argentina |
| Colombia  |

| Paraguay |
| Uruguay  |

| Perú    |
| Bolivia |

| Ecuador   |
| Venezuela |

## Fase de grupos
- Los horarios corresponden a la hora de Chile (UTC-3).

La primera ronda se celebra entre el 22 y el 27 de febrero de 2025 y en ella participan diez selecciones que se dividieron en dos grupos de cinco selecciones. Las dos mejores selecciones de cada grupo avanzan a las semifinales, momento en el que se disputan encuentros eliminatorios. El puntaje atribuido a los equipos de acuerdo con el resultado es el siguiente:
- Victoria en tiempo normal: 3 puntos para el equipo ganador.
- Victoria en tiempo suplementario: 2 puntos para el equipo ganador.
- Victoria en tanda de penaltis: 1 punto para el equipo ganador.
- Derrota: equipo derrotado no marca punto

En caso de igualdad de puntos, se utilizan los siguientes criterios de desempate, en este orden:
1. Mayor número de puntos obtenidos en los partidos entre los equipos en cuestión.
2. Enfrentamiento directo entre los equipos implicados en cuestión.
3. Mayor diferencia de goles en los partidos entre los equipos en cuestión.
4. Mayor cantidad de goles a favor en los partidos entre los equipos en cuestión.
5. Mayor diferencia de goles en todos los partidos.
6. Mayor cantidad de goles en todos los partidos.
7. Menor número de tarjetas rojas.
8. Menor número de tarjetas amarillas.
9. Sorteo.

Cada equipo obtiene tres puntos por victoria en tiempo reglamentario, dos puntos por victoria en tiempo extra, un punto por victoria en tanda de penaltis y ningún punto en caso de derrota (artículo 19 del reglamento).

### Grupo A
| Equipo   | Pts | PJ | PG | PG+ | PGP | PP | GF | GC | Dif |
| -------- | --- | -- | -- | --- | --- | -- | -- | -- | --- |
| Colombia | 9   | 4  | 3  | 0   | 0   | 1  | 20 | 16 | 4   |
| Chile    | 9   | 4  | 3  | 0   | 0   | 1  | 13 | 10 | 3   |
| Uruguay  | 6   | 4  | 1  | 1   | 1   | 1  | 14 | 13 | 1   |
| Bolivia  | 2   | 4  | 0  | 1   | 0   | 3  | 13 | 16 | -3  |
| Ecuador  | 0   | 4  | 0  | 0   | 0   | 4  | 11 | 16 | -5  |

| 22 de febrero de 2025 | Ecuador | 2:3 (t. s.)(0:1 t. s.) | Uruguay | Arena Cavancha, Iquique |  |

| 22 de febrero de 2025 | Chile | 3:1 | Bolivia | Arena Cavancha, Iquique |  |

- Libre:  Colombia

| 23 de febrero de 2025 | Bolivia | 6:7 | Colombia | Arena Cavancha, Iquique |  |

| 23 de febrero de 2025 | Ecuador | 4:5 | Chile | Arena Cavancha, Iquique |  |

- Libre:  Uruguay

| 25 de febrero de 2025 | Bolivia | 3:2 (t. s.)(1:0 t. s.) | Ecuador | Arena Cavancha, Iquique |  |

| 25 de febrero de 2025 | Colombia | 5:5 (t. s.)(2:2 t. s.)(2:3 p.) | Uruguay | Arena Cavancha, Iquique |  |

- Libre:  Chile

| 26 de febrero de 2025 | Ecuador | 3:5 | Colombia | Arena Cavancha, Iquique |  |

| 26 de febrero de 2025 | Uruguay | 2:3 | Chile | Arena Cavancha, Iquique |  |

- Libre:  Bolivia

| 27 de febrero de 2025 | Bolivia | 3:4 | Uruguay | Arena Cavancha, Iquique |  |

| 27 de febrero de 2025 | Chile | 2:3 | Colombia | Arena Cavancha, Iquique |  |

- Libre:  Ecuador

### Grupo B
| Equipo    | Pts | PJ | PG | PG+ | PGP | PP | GF | GC | Dif |
| --------- | --- | -- | -- | --- | --- | -- | -- | -- | --- |
| Paraguay  | 9   | 4  | 3  | 0   | 0   | 1  | 16 | 14 | 2   |
| Brasil    | 9   | 4  | 3  | 0   | 0   | 1  | 30 | 14 | 16  |
| Argentina | 6   | 4  | 2  | 0   | 0   | 2  | 10 | 13 | -3  |
| Venezuela | 6   | 4  | 2  | 0   | 0   | 2  | 17 | 23 | -6  |
| Perú      | 0   | 4  | 0  | 0   | 0   | 4  | 13 | 22 | -9  |

| 22 de febrero de 2025 | Venezuela | 7:5 | Paraguay | Arena Cavancha, Iquique |  |

| 22 de febrero de 2025 | Brasil | 9:4 | Perú | Arena Cavancha, Iquique |  |

- Libre:  Argentina

| 23 de febrero de 2025 | Perú | 3:4 | Argentina | Arena Cavancha, Iquique |  |

| 23 de febrero de 2025 | Venezuela | 3:12 | Brasil | Arena Cavancha, Iquique |  |

- Libre:  Paraguay

| 25 de febrero de 2025 | Perú | 3:5 | Venezuela | Arena Cavancha, Iquique |  |

| 25 de febrero de 2025 | Argentina | 1:2 | Paraguay | Arena Cavancha, Iquique |  |

- Libre:  Brasil

| 26 de febrero de 2025 | Argentina | 3:2 | Venezuela | Arena Cavancha, Iquique |  |

| 26 de febrero de 2025 | Paraguay | 5:3 | Brasil | Arena Cavancha, Iquique |  |

- Libre:  Perú

| 27 de febrero de 2025 | Paraguay | 4:3 | Perú | Arena Cavancha, Iquique |  |

| 27 de febrero de 2025 | Brasil | 6:2 | Argentina | Arena Cavancha, Iquique |  |

- Libre:  Venezuela

## Fase final

### Cuadro general
|  | Semifinales | Semifinales |          |        | Final        | Final        |  |
|  | 1 de marzo  | 1 de marzo  |          |        | 2 de marzo   | 2 de marzo   |  |
|  |             |             |          |        |              |              |  |
|  |             |             |          |        |              |              |  |
|  | Colombia    | 4           |          |        |              |              |  |
|  | Colombia    | 4           |          |        |              |              |  |
|  | Brasil      | 6           |          |        |              |              |  |
|  | Brasil      | 6           |          | Brasil | 5            |              |  |
|  |             |             |          | Brasil | 5            |              |  |
|  |             |             | Paraguay | 4      |              |              |  |
|  | Paraguay    | 4           | Paraguay | 4      |              |              |  |
|  | Paraguay    | 4           |          |        |              |              |  |
|  | Chile       | 2           |          |        | Tercer lugar | Tercer lugar |  |
|  | Chile       | 2           |          |        | Tercer lugar | Tercer lugar |  |
|  |             |             |          |        |              |              |  |
|  |             |             |          |        | Colombia     | 3            |  |
|  |             |             |          |        | Colombia     | 3            |  |
|  |             |             |          |        | Chile        | 4            |  |
|  |             |             |          |        | Chile        | 4            |  |
|  |             |             |          |        |              |              |  |

### Quinto lugar
|  | Quinto puesto play-off |   |
|  |                        |   |
|  | 2 de marzo             |   |
|  |                        |   |
|  | Uruguay                | 4 |
|  | Uruguay                | 4 |
|  | Argentina              | 6 |
|  | Argentina              | 6 |

### Séptimo lugar
|  | Séptimo puesto play-off |   |
|  |                         |   |
|  | 2 de marzo              |   |
|  |                         |   |
|  | Bolivia                 | 2 |
|  | Bolivia                 | 2 |
|  | Venezuela               | 4 |
|  | Venezuela               | 4 |

### Noveno lugar
|  | Noveno puesto play-off |    |
|  |                        |    |
|  | 1 de marzo             |    |
|  |                        |    |
|  | Ecuador                | 3  |
|  | Ecuador                | 3  |
|  | Perú                   | 10 |
|  | Perú                   | 10 |

### Semifinales
| 1 de marzo de 2025 | Colombia | 4:6 | Brasil | Arena Cavancha, Iquique |  |

| 1 de marzo de 2025 | Paraguay | 4:2 | Chile | Arena Cavancha, Iquique |  |

### Noveno puesto
| 1 de marzo de 2025 | Ecuador | 3:10 | Perú | Arena Cavancha, Iquique |  |

### Séptimo puesto
| 1 de marzo de 2025 | Bolivia | 2:4 | Venezuela | Arena Cavancha, Iquique |  |

### Quinto puesto
| 2 de marzo de 2025 | Uruguay | 4:6 | Argentina | Arena Cavancha, Iquique |  |

### Tercer puesto
| 2 de marzo de 2025 | Colombia | 3:4 | Chile | Arena Cavancha, Iquique |  |

### Final
| 2 de marzo de 2025 | Brasil | 5:4 | Paraguay | Arena Cavancha, Iquique |  |

|                           |
| Bandera de Brasil         |
| Campeón Brasil 4.º título |

## Clasificados alMundial de Fútbol Playa 2025
| Bandera de Brasil | Bandera de Paraguay | Bandera de Chile |
| Brasil            | Paraguay            | Chile            |

## Tabla general
| Pos. | Equipo    | Pts | PJ | PG | PG++ | PG+ | PP | GF | GC | Dif | Rend. |
| ---- | --------- | --- | -- | -- | ---- | --- | -- | -- | -- | --- | ----- |
| 1    | Brasil    | 15  | 6  | 5  | 0    | 0   | 1  | 41 | 22 | 19  | 83,3% |
| 2    | Paraguay  | 12  | 6  | 4  | 0    | 0   | 2  | 24 | 21 | 3   | 66,6% |
| 3    | Chile     | 12  | 6  | 4  | 0    | 0   | 2  | 19 | 17 | 2   | 66,6% |
| 4    | Colombia  | 9   | 6  | 3  | 0    | 0   | 3  | 27 | 26 | 1   | 50%   |
| 5    | Argentina | 9   | 5  | 3  | 0    | 0   | 2  | 16 | 17 | -1  | 60%   |
| 6    | Uruguay   | 6   | 5  | 1  | 1    | 1   | 2  | 18 | 19 | -1  | 40%   |
| 7    | Venezuela | 9   | 5  | 3  | 0    | 0   | 2  | 21 | 25 | -4  | 60%   |
| 8    | Bolivia   | 2   | 5  | 0  | 1    | 0   | 3  | 15 | 20 | -5  | 13,3% |
| 9    | Perú      | 3   | 5  | 1  | 0    | 0   | 4  | 23 | 25 | -2  | 20%   |
| 10   | Ecuador   | 0   | 5  | 0  | 0    | 0   | 5  | 14 | 26 | -12 | 0%    |